# Del Mar (métro de Los Angeles)
Pour les articles homonymes, voir Del Mar.
Del Mar est une station du métro de Los Angeles desservie par les rames de la ligne A et située dans la ville de Pasadena en Californie.

## Localisation
Station du métro de Los Angeles en surface, Del Mar est située sur la ligne A près de l'intersection de South Raymond Avenue et de East Del Mar Boulevard à Pasadena, au nord-est de Los Angeles.

## Histoire
Del Mar a été mise en service le 26 juillet 2003, lors de l'ouverture de la ligne L.

## Service

### Accueil

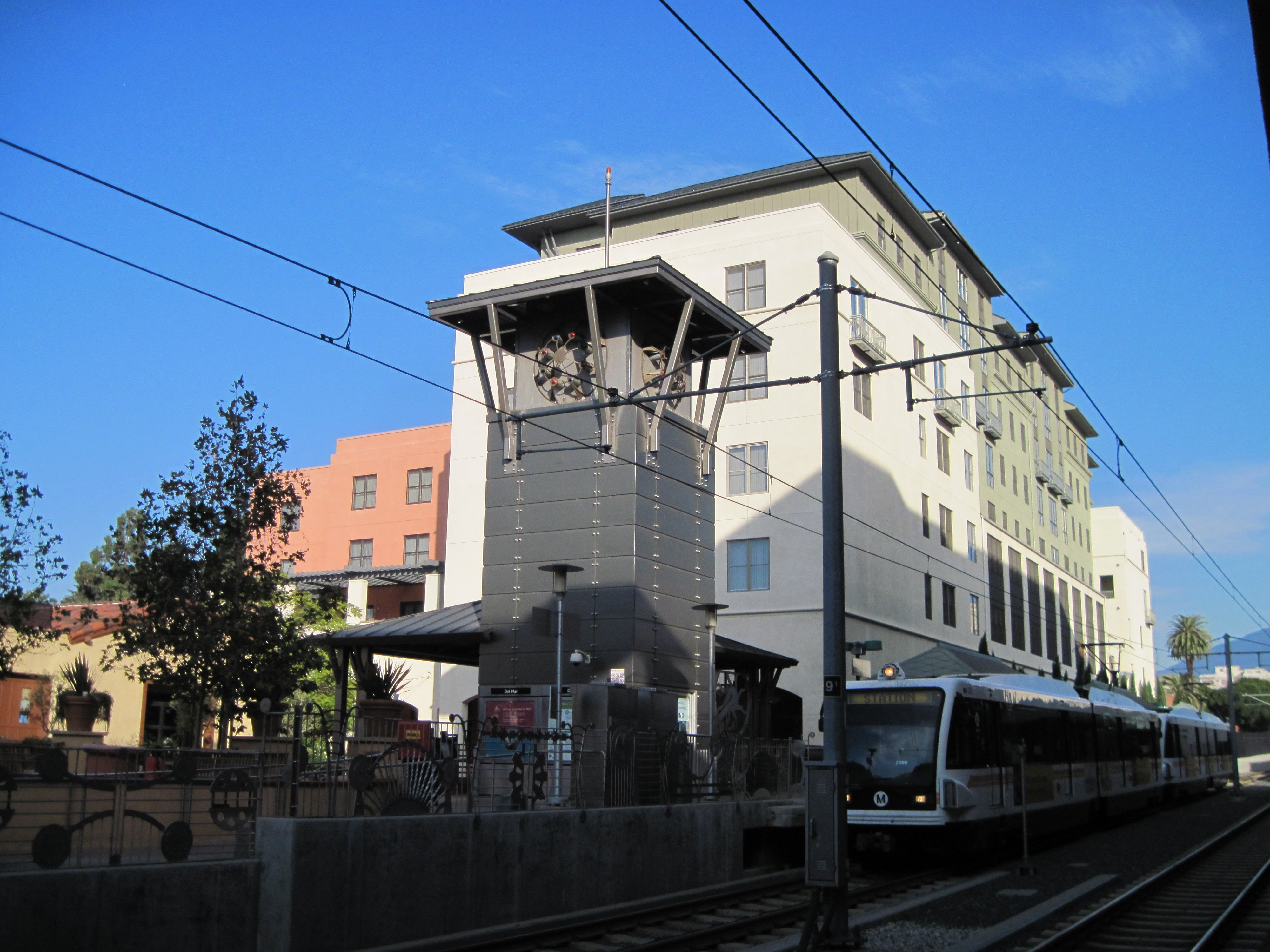
Vue de la station.
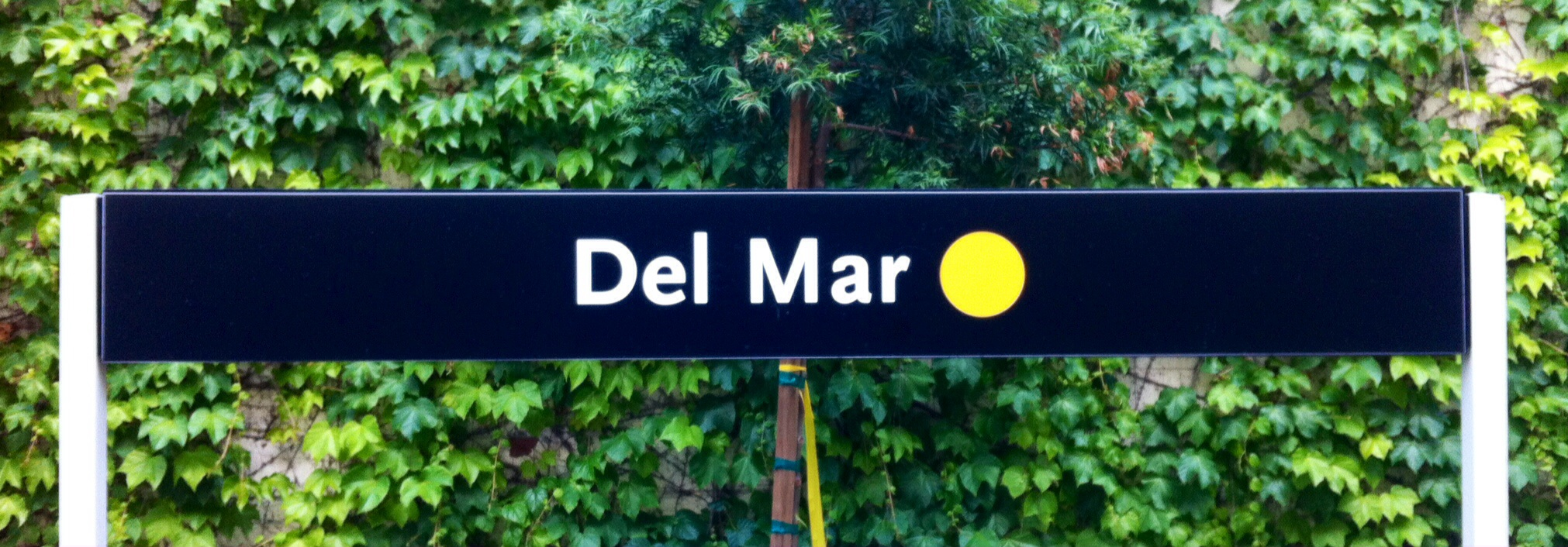
Signalétique.

### Desserte
Située à Pasadena, la station dessert notamment : l'Art Center College of Design et le Los Angeles College of Music (en).

### Intermodalité
Un stationnement de 610 places ainsi qu'un range-vélos sont à disposition des usagers de la station.
Également, Del Mar est desservie par les lignes d'autobus 177, 256, 260, 501, 686, 687 et 762 de Metro, la ligne 187 de Foothill Transit (en) et les lignes 20, 51 et 52 de Pasadena Transit (en).

## Architecture et œuvres d'art
L'installation artistique, nommée Kinetic Energy, est ici signée par l'artiste Ries Niemi. Elle est constituée de clôtures et d'autres éléments formant des disques stylisés, des axes, des arcs, des pistons, des platines et des rails en acier inoxydable et en bronze rappelant notamment le style art déco de plusieurs bâtiments de Pasadena et les trains de la révolution industrielle.